# Everybody (Cappella)
Everybody è un singolo del 1991 dei Cappella.
Il brano raggiunse la posizione numero sessantasei nel Regno Unito.

## Tracce
1. Everybody (Tecno House Mix)5:48
2. Everybody (Cyber Tecno Mix)5:45
3. Everybody (Logic Mix) 	5:48
4. Everybody (Hypnotic Cyber Mix) 5:35 [2]